# José Saez
José Saez (ur. 7 maja 1982 w Menen) – francuski piłkarz grający na pozycji pomocnika. Oprócz francuskiego posiada także hiszpańskie obywatelstwo.

## Kariera klubowa
Saez swoją karierę zaczynał w Angers SCO. Z tym klubem grał w Championnat National i Ligue 2. W 2004 roku przeniósł się do występującego w drugiej lidze Valenciennes FC, gdzie od razu stał się podstawowym zawodnikiem. W sezonie 2005/06 zespół francuza wywalczył awans do ekstraklasy. W Ligue 1 zadebiutował 5 sierpnia 2006 roku w meczu zremisowanym 1:1 meczu z AJ Auxerre, zaś pierwszego gola zdobył 22 listopada 2008 roku w spotkaniu przeciwko FC Sochaux-Montbéliard.
10 stycznia 2014 roku podpisałi kontrakt z pierwszoligowym SM Caen.
| Sezon   | Klub            | Kraj    | Rozgrywki | Mecze | Bramki | Rozgrywki Europy | Mecze | Bramki |
| ------- | --------------- | ------- | --------- | ----- | ------ | ---------------- | ----- | ------ |
| 2002/03 | Angers SCO      | Francja | Ligue 1   | 22    | 2      | -                | -     | -      |
| 2003/04 | Angers SCO      | Francja | Ligue 1   | 25    | 3      | -                | -     | -      |
| 2004/05 | Valenciennes FC | Francja | National  | 29    | 8      | -                | -     | -      |
| 2005/06 | Valenciennes FC | Francja | Ligue 2   | 33    | 1      | -                | -     | -      |
| 2006/07 | Valenciennes FC | Francja | Ligue 1   | 21    | 0      | -                | -     | -      |
| 2007/08 | Valenciennes FC | Francja | Ligue 1   | 28    | 0      | -                | -     | -      |
| 2008/09 | Valenciennes FC | Francja | Ligue 1   | 33    | 3      | -                | -     | -      |
| 2009/10 | Valenciennes FC | Francja | Ligue 2   | 15    | 0      | -                | -     | -      |
| 2010/11 | Valenciennes FC | Francja | Ligue 2   | 19    | 1      | -                | -     | -      |
| 2011/12 | Valenciennes FC | Francja | Ligue 1   | 23    | 1      | -                | -     | -      |
| 2012/13 | Valenciennes FC | Francja | Ligue 1   | 18    | 2      | -                | -     | -      |
| 2013/14 | Valenciennes FC | Francja | Ligue 1   | 9     | 2      | -                | -     | -      |
| 2013/14 | SM Caen         | Francja | Ligue 2   | 14    | 2      | -                | -     | -      |
| 2014/15 | SM Caen         | Francja | Ligue 1   | 2     | 0      | -                | -     | -      |